# Argue with a Tree
Argue with a Tree ist das erste Livealbum der US-amerikanischen Alternative-Rock-Band Blue October. Es wurde live am 4. Juni 2004 während des Konzerts im Lakewood Theater in Dallas/Texas aufgenommen. Veröffentlicht wurde das Album am 15. September 2004 und wurde von Brando Records und Universal Records vertrieben. Das Set beinhaltet Songs aus allen bisher veröffentlichten Alben, die auf dem Konzert in Dallas gespielt wurden. Zudem enthält die CD den unveröffentlichten Song PRN, bei dem Gitarrist Piper Dagnino als Gastmusiker fungierte. Der Titel des Albums wurde in dem Song Weight Of The World aus dem Album Foiled eingebaut.
Dieses Album erzählt unter anderem die Geschichte von Sänger Justin Furstenfeld und seine damaligen Beziehung mit seiner Ex-Freundin Amanda.

## Trackliste

### CD 1
1. "Retarded Disfigured Clown (Intro)" / "Amnesia" – 4:59
2. "Independently Happy" – 5:25
3. "H.R.S.A." – 4:33
4. "Drop" – 4:24
5. "Sexual Powertrip" – 3:41
6. "Clumsy Card House" – 4:07
7. "Blue Sunshine" – 6:13
8. "Balance Beam" – 4:01
9. "Quiet Mind" – 4:23
10. "Inner Glow" – 4:17
11. "Ugly Side" – 5:11
12. "Black Orchid" – 6:32

### CD 2
1. "For My Brother" – 6:22
2. "Breakfast After 10" – 5:17
3. "Calling You" – 4:15
4. "Italian Radio" – 4:22
5. "Somebody" – 4:25
6. "Razorblade" – 4:37
7. "Chameleon Boy" – 6:52
8. "James" – 6:13
9. "Amazing" – 6:30
10. "Weight of the World" – 4:03
11. "PRN" – 5:20
12. "Come in Closer" – 5:12 (featuring guest vocalist Zayra Alvarez)
13. "The Sound of Pulling Heaven Down" – 1:45

### DVD
Zusätzlich zu den 2 Live-CDs enthält das Album eine spezielle DVD mit besonderen Features:
- Geschichten von Fanberichten, die erzählen, wie die Musik der Band ihr Leben veränderte.
- Sidewalk Chalk, in dem Sänger Furstenfeld die Hintergründe der Songs aus dem Album History for Sale erzählt.
- Soundcheck, wo eine "Vorversion" des Songs She's My Ride Home enthalten ist
- Radio, die Videos von mehreren Radio-Auftritten der Band enthält
- Video, welche die offiziellen Musikvideos von Calling You und Razorblade beinhaltet.
- Der Song 18th Floor Balcony ist nur auf der DVD enthalten.

## Besetzung
- Justin Furstenfeld – Gesang, Gitarre
- Jeremy Furstenfeld – Schlagzeug, Backgroundgesang
- C. B. Hudson – Gitarre, Backgroundgesang
- Ryan Delahoussaye – Violine, Mandoline, Keyboard, Backgroundgesang
- Piper Dagnino – Bass, Midi-Pedals, Backgroundgesang
- Zayra Alvarez – Gesang
- Paul J. Armstrong – Kameramann
- Michael Cain – Produzent
- David Castell – Produktion, Mixing, Audio Engineer, Sounddesign
- David Jack Daniels – Mixing
- Edward P. Harris – Editing
- Chuck Hatcher – Fotos
- Rick Kirkham – Kameramann
- Mike Swinford – Produzent